# Костринська сільська територіальна громада
Костринська сільська громада — територіальна громада в Україні, в Ужгородському районі Закарпатської області. Адміністративний центр — село Кострина. 
Площа громади —  км², населення —  мешканців (2020).
Утворена 12 червня 2020 року шляхом об'єднання Костринської, Вишківської, Лютянської і Солянської сільських рад Великоберезнянського району.

## Населені пункти
У складі громади 6 сіл:
- с. Кострина
- с. Костринська Розтока
- с. Вишка
- с. Люта
- с. Сіль
- с. Домашин